# Майя і Пайя
«Майя і Пайя» — радянський художній фільм 1990 року, знятий режисером Гунаром Пієсісом.

## Сюжет
За мотивами однойменної п'єси-казки Анни Брігадере. Казка про чудові пригоди в підземному царстві двох сестер: доброї, працьовитої Майї та лінивої, заздрісної Пайї.

## У ролях
- Еліна Сіліня — Майя
- Ієва Савіча — Пайя
- Ліліта Озоліня — мачуха
- Герман Тихонов — Варіс
- Ельза Радзіня — Лайма
- Інга Айзбалте — Лайма
- Евалдс Валтерс — роль другого плану
- Арвідс Озоліньш — роль другого плану
- Петеріс Лієпіньш — роль другого плану
- Геннадій Горбанов — роль другого плану
- Дзінтра Клетнієце — відьма
- Еліта Крастиня — роль другого плану
- Улдіс Пуцитіс — батько
- Антра Лієдскалниня — роль другого плану
- Інта Грінберга — роль другого плану
- Інесса Лайзане — роль другого плану

## Знімальна група
- Режисер — Гунар Пієсіс
- Сценарист — Лія Брідака
- Оператор — Мартиньш Клейнс
- Композитор — Імант Калниньш
- Художники — Мартиньш Клейнс, Андріс Мангаліс